# Leptomacquartia planifrons
Leptomacquartia planifrons là một loài ruồi trong họ Tachinidae.